# 費拉德爾菲亞 (密西西比州)
費拉德爾菲亞（英語：Philadelphia）是一個位於美國密西西比州尼肖巴縣的城市。根據2010年美國人口普查，該地共人口7,477人，而該地的面積約為27.50平方千米。同時該地也是尼肖巴縣的縣治。

## 地理
費拉德爾菲亞的座標為32°46′27″N 89°06′46″W / 32.77417°N 89.11278°W，而該地的平均海拔高度為129米（即423英尺）。